# Кармен Гарт
Кармен Гарт (англ. Carmen Hart; нар. 12 березня 1984, Ламбертон, Північна Кароліна, США) — колишня американська порноакторка і танцюристка індіанського походження.

## Життєпис
Гарт виросла в християнському домі, але каже, що її сім'я була не дуже суворою. Має індійське походження і є повноправною членкинею племені Ламбі.
Володарка титулу «Міс Гавайський Тропік» 2004 року.

### Порноіндустрія
Описує фільм «Стриптиз» 1996 року з Демі Мур, який надихнув її почати танцювати стриптиз. 
У жовтні 2005 року підписала дворічний контракт з порностудією Wicked Pictures. Переважно знімалася для Wicked Pictures, але також і для Adam &amp; Eve і New Sensations. Гарт не брала участь в анальних сценах.
Протягом участі в порнофільмах продовжувала танцювати в чоловічих клубах, а також з'являлася на показі моделей і конгресів США і за кордоном.

### Поза порноіндустрією
Гарт з'явилася на кількох телевізійних шоу в кількох мульти-епізодичних ролях: ток-шоу Spuiten en slikken (2007 р.), цикл передач Rated A for Adult на каналі G4 (2010 р.), позитивна роль у комедійному серіалі Totally Busted (дев'ять епізодів) і Canoga Park (два епізоди).
У березні 2007 року Гарт з'явилася на 56-му щорічному конкурсі краси Міс США в Голлівудському театрі Кодак. Вона була поточною володаркою титулу Miss Exotic International.
У травні 2007 року Гарт з'явилася на обкладинці журналу Las Vegas Strip. Пізніше, в листопаді Гарт разом з порноакторкою Терою Патрік з'явилася в 100-му випуску журналу GlamorGirl.
Знялася в художньому фільмі «Одноокий монстр» (2008).

## Нагороди та номінації

### Нагороди
- 2007 AVN Award — краща сцена групового сексу, фільм — Fuck[16]
- 2007 Adam World Film Guide Award — контракт старлетки року — Wicked Pictures[17]
- 2007 Venus Award — Кращий міжнародний новачок[18]

### Номінації
- 2007 AVN Award — Краща акторка другого плану, фільм — Manhunters[19]
- 2008 AVN Award — краща акторка, відео — Just Between Us[20]
- 2008 XBIZ Award — виконавиця року[21]
- 2009 AVN Award — краща акторка — Fired[22]